# Cyphon ishiharai
Cyphon ishiharai is een keversoort uit de familie moerasweekschilden (Scirtidae). De wetenschappelijke naam van de soort werd in 1985 gepubliceerd door Sasagawa.